# منی باسیلی صحناوی
منی باسیلی صحناوی (انگلیسی: Mouna Bassili Sehnaoui; ۱۵ سپتامبر ۱۹۴۵ –) هنرمند، نقاش و نویسنده اهل لبنان و متولد قاهره است. او برنده جوایز متعدد در عرصه نقاشی شده‌است.

## زندگی‌نامه
باسیلی صحناوی، هنرمند لبنانی متولد مصر، در دانشگاه آمریکایی بیروت و دانشگاه آریزونا تحصیل کرد و در آنجا هنرهای زیبا را خواند. صحناوی در قالب‌های مختلفی از نقاشی، نویسندگی، طراحی و مجسمه‌سازی کار می‌کند. او نمایشگاه‌های انفرادی در پاریس، دبی و بیروت داشته‌است. صحناوی در حال حاضر در بیروت با همسرش مروان و پسرانش سلیم و خلیل زندگی و کار می‌کند.
در دهه هفتاد، باسیلی صحناوی مسئول بخش گرافیک شورای ملی گردشگری لبنان بود. او همچنین طرح‌هایی برای تمبرها، بسته‌بندی‌ها، پوسترها و تصاویر کتاب تولید کرد. و برای ایستگاه تلویزیون عمومی لبنان فیلم ساخت. او بعدها نقاشی و تایپوگرافی را آموخت، دو رشته‌ای که در دانشگاه‌های لبنان تدریس کرد.